# Mirko Orlić
Mirko Orlić (Zagreb, 1955.), hrvatski geofizičar, redovni član HAZU od 2016. godine.

## Životopis
Rođen 1955. godine u Zagrebu, diplomirao je, magistrirao i doktorirao na Sveučilištu u Zagrebu (1978., 1981., 1988.). Posjetio je nekoliko europskih geofizičkih instituta te je kao gostujući znanstvenik 1993. boravio u SAD-u, u Oceanografskom zavodu Scripps (Scripps Institution of Oceanography, La Jolla, Ca), kojom je prilikom sudjelovao u istraživačkom krstarenju na Pacifiku. Najprije je radio na Institutu Ruđer Bošković, a nakon toga zaposlen je na Prirodoslovno-matematičkom fakultetu Sveučilišta u Zagrebu – od 2000. kao redoviti profesor. Predaje uvodne fizičko-oceanografske kolegije na preddiplomskom, diplomskom i doktorskom studiju te kolegij posvećen obalnoj dinamici na doktorskom studiju. Uspostavio je računalni praktikum za studente geofizike. Kao vanjskog suradnika angažirala su ga sveučilišta u Splitu, Osijeku i Trstu. Bio je mentor pri izradi tridesetak diplomskih radova, šest magistarskih radova i osam doktorskih disertacija. Empirijski i teorijski istražuje fizikalne procese u moru te izučava povezanost tih procesa s onima u atmosferi i unutrašnjosti Zemlje. U početku je pretežno izučavao područje Jadrana, a s vremenom se zainteresirao za pojave na većem prostoru, pa tako primjerice sada intenzivno istražuje povezanost globalnih promjena temperature i morske razine. Sudjeluje i u razvijanju različitih statističkih metoda, a jedna od njih – parcijalna valićna analiza – našla je primjenu ne samo u širem području geoznanosti već i u ekonomiji. Vodio je pet nacionalnih i osam međunarodnih projekata te je sudjelovao u višemjesečnim krstarenjima Jadranom na hrvatskim, američkim i njemačkim istraživačkim brodovima. Objavio je više od 90 znanstvenih radova, znatnim dijelom u međunarodnim časopisima kao što su Nature Climate Change, Journal of Physical Oceanography i Journal of Climate, oko 150 kongresnih priopćenja, od kojih dvadesetak pozvanih, te niz stručnih radova, popularnih članaka i elaborata. Suautor je knjige o vremenu i klimi jadranskog područja, koja je dobila Nagradu J. J. Strossmayer. Pisao je i o povijesti struke. Publikacije su mu u međunarodnoj znanstvenoj periodici do sada citirane više od 1.900 puta.Obnašao je funkcije u brojnim sveučilišnim i državnim tijelima, sudjelovao je u organizaciji desetak domaćih i međunarodnih znanstvenih skupova, bio je urednik časopisa Geofizika, tri znanstvena zbornika i jedne knjige te gostujući urednik američkog časopisa Journal of Geophysical Research i europskog časopisa Journal of Marine Systems. Predsjednik je Hrvatskoga povjerenstva za geodeziju i geofiziku pri Hrvatskoj akademiji znanosti i umjetnosti (HAZU). Član je različitih strukovnih udruga, primjerice American Geophysical Union i The Oceanography Society. Dobio je Fulbrightovu nagradu (1992./1993.), Državnu nagradu za znanost (2007.), Nagradu HAZU (2009.) i Nagradu 'Andrija Mohorovičić' (2019.).